# Маурісіо Магальяйнс Прадо
Маурісіо Магальяйнс Прадо (порт. Maurício Magalhães Prado, нар. 22 червня 2001, Сан-Паулу) — бразильський футболіст, півзахисник клубу «Палмейрас». Виступав також за клуби «Крузейру» та «Інтернасьйонал».

## Клубна кар'єра
Маурісіо Магальяйнс Прадо народився 2001 року в місті Сан-Паулу, та є вихованцем футбольної школи клубу «Крузейру». У 2019 році Маурісіо розпочав грати в основній команді клубу, в якій виступав до 2020 року, взявши участь у 25 матчах чемпіонату. У 2020 році півзахисник перейшов до клубу «Інтернасьйонал», у складі якого грав до 2024 року, та став у його складі основним гравцем середньої лінії команди. З 2024 року футболіст грає у складі команди «Палмейрас».

## Виступи за збірні
У 2020 році Маурісіо Магальяйнс Прадо дебютував у складі молодіжної збірної Бразилії, у складі якої грав до 2024 року, та зіграв у її складі в 10 матчах, забив 2 голи.